# Żnin (gemeente)
De gemeente Żnin is een stad- en landgemeente in het Poolse woiwodschap Koejavië-Pommeren, in powiat Żniński.
De zetel van de gemeente is in Żnin.
Op 31 december 2022 telde de gemeente 22 997 inwoners.

## Oppervlakte gegevens
In 2022 bedroeg de totale oppervlakte van gemeente Żnin 251,6 km², waarvan:
- agrarisch gebied: 82%
- bossen: 6%

De gemeente beslaat 25,55% van de totale oppervlakte van de powiat.

## Demografie
Stand op 2022:
| Omschrijving                   | Totaal | Totaal | Vrouwen | Vrouwen | Mannen | Mannen |
| ------------------------------ | ------ | ------ | ------- | ------- | ------ | ------ |
| eenheid                        | aantal | %      | aantal  | %       | aantal | %      |
| inwoners                       | 22 997 | 100    | 11 666  | 51      | 11 331 | 49     |
| bevolkingsdichtheid (inw./km²) | 91,4   | 91,4   | 46,4    | 46,4    | 45     | 45     |

## Administratieve plaatsen (sołectwo)
Białożewin, Bożejewice, Bożejewiczki, Brzyskorzystew, Brzyskorzystewko, Cerekwica, Chomiąża Księża, Dochanowo, Gorzyce, Jadowniki Bielskie, Jadowniki Rycerskie, Januszkowo, Jaroszewo, Kaczkowo-Kaczkówko, Murczyn, Murczynek, Nadborowo, Paryż, Podgórzyn, Podobowice, Redczyce, Rydlewo, Sarbinowo, Sielec, Skarbienice, Słabomierz, Słębowo, Uścikowo, Wawrzynki, Wenecja, Wilczkowo-Dobrylewo, Wójcin, Żnin-Wieś.

## Overige plaatsen
Kierzkowo, Sobiejuchy, Sulinowo, Ustaszewo.

## Aangrenzende gemeenten
Barcin, Damasławek, Dąbrowa, Gąsawa, Janowiec Wielkopolski, Kcynia, Łabiszyn, Rogowo, Szubin, Wapno